# مقتل سيف العامري
حادثة مقتل سيف العامري هي حادثة قتل وقعت يوم يوم الأحد 4 ديسمبر 2016 الموافق 5 ربيع الأول 1438 هـ ولقد قتل فيها طالب مبتعث إماراتي يبلغ من العمر 26 سنة عندما قام أحد أفراد شرطة ولاية أوهايو الأمريكية بإطلاق رصاصتين على رأسه أثناء المطاردة.

## السيرة الذاتية للقتيل
إسمه الكامل سيف ناصر مبارك العامري وهو طالب مبعث إماراتي من مواليد 1990 في الإمارات وكان من سكان منطقة الشوامخ في العاصمة أبوظبي، يستكمل دراسات عليا في القانون في جامعة كيس وسترن ريسرف في ولاية أوهايو، وكان يعيش في مقاطعة كليفلاند غير البعيدة.

## الحادثة
قالت الشرطة في بيان لها إن رجال الشرطة ردوا على بلاغ في نحو الساعة الثالثة مساء عن قائد سيارة يتصرف بطريقة غريبة في أوهايو تيرنبايك في هدسون بولاية أوهايو على بعد 48 كيلومترا جنوب شرقي كليفلاند وأضافت أن العامري فقد في نهاية الأمر السيطرة على سيارته التي انقلبت وفر إلى غابة قريبة مما جعل رجال الشرطة يطاردونه ولقد عثر عليه في النهاية وأطلق النار عليه بعد صراع بينهم.

## التحقيق
تولى مكتب التحقيقات الجنائية بالولاية فحص سيارة العامري بعد أن طلبت شرطة هدسون من الولاية تولي مسؤولية التحقيق في الحادث.

## ردود الفعل

### وزارة الخارجية الإماراتية
صدر بيان من وزارة الخارجية الإماراتية يفيد بالتنسيق مع سفارة الدولة في واشنطن ومتابعه سير التحقيق في ملابسات الحادث، الذي أدى إلى وفاة أحد مبتعثي الدولة في ولاية أوهايو الأمريكية”.

### بيان شرطة أوهايو
أصدرت الشرطة الأمريكية في أوهايو بيان رسمي للكشف عن تفاصيل حادث مقتل سيف ناصر العامري، وأكدت فيه أن المبتعث الإماراتي تم قتله عن طريق رصاصة بالخطأ أصابت رأسه، وخرجت من سلاح شرطي أمريكي، وأنه سيف العامري البالغ من العمر 26 عاما قد إنقلبت به السيارة قبل الحادث، وقد أشار البيان إلى أن هناك اجتماع سيتم بين الجهات الإماراتية، وجهات التحقيق في أوهاويو لبحث نتائج التحقيقات.

### تويتر
اشتعلت مواقع التواصل الاجتماعي بموجات من الغضب والرثاء والتنديد بمقتل «سيف» وذكر النشطاء أن سيف ناصر تعرض لاإطلاق نار من الشرطة الأمريكية، بدون سبب مقنع.

## روابط خارجية
- لحظه مقتل سيف ناصر العامري برصاص شرطى في ولايه اوهايو على موقع اليوتيوب.